# Кожласола (Звениговський район)
Кожласо́ла (рос. Кожласола, марій. Кожласола) — село у складі Звениговського району Марій Ел, Росія. Входить до складу Красногорського міського поселення.

## Населення
Населення — 1635 осіб (2010; 1677 у 2002).
Національний склад (станом на 2002 рік):
- марі — 65 %
- росіяни — 30 %